# Iris perrieri
Iris perrieri är en irisväxtart som beskrevs av Marc Simonet och N.Service. Iris perrieri ingår i släktet irisar, och familjen irisväxter. Inga underarter finns listade i Catalogue of Life.